# بيت البالونات (مزيج شريط)
بيت البالون (بالإنجليزية: House of Balloons)‏ هو أول مزيج شريط ظهر للمغني الكندي ذا ويكند، وصدر كتحميل مجاني بتاريخ 21 مارس، 2011، عن طريق موقعه الإلكتروني.
| writing_credits = yes
| extra_column = Producer(s)
| title10 = Twenty Eight ‏
| writer10 = 
- Tesfaye
- McKinney
- Montagnese

| extra10 = 
- McKinney
- Illangelo

| length10 = 4:18
}}</ref> دمجت موسيقى الألبوم بين الموسيقى الإلكترونية وبعض الأنواع الأخرى منها ريذم أند بلوز وسول مع تريب هوب ونغمات دريم بوب.
وجاءت مساهمات إنتاج مزيج الشريط من منتجين كنديون: دوك ميكني، زودياك، لإنجلو.

## روابط خارجية
- بيت البالون على موقع ميتاكريتيك (الإنجليزية)
- بيت البالون على موقع أول موفي (الإنجليزية)